# 馬拉利鎮區 (內布拉斯加州哈倫縣)
馬拉利鎮區（英語：Mullally Township）是位於美國內布拉斯加州哈倫縣的一個行政鎮區。

## 地方資料
馬拉利鎮區的面積為93.32平方千米，皆為陸地。根據2020年美國人口普查的數據，當地共有人口289人，而人口密度為每平方千米3.1人。